# Bristol Beaufighter
Bristol Beaufighter (av japanerna kallad "den viskande döden") var ett av brittiska flygvapnets nattjaktflygplan (Mk I - VI) från andra världskriget, som i en förbättrad version kom att fungera väl vid operationer mot fartyg. Planet var försett med en AI Mk VIII radaranläggning (AI = Airborne Interception) monterad i en ”burk” i planets nos och var britternas främsta vapen mot fartyg och ubåtar i ytläge.
Nattjaktversionen saknade den rörliga bakåtriktade kulsprutan och hade i stället förutom kanonerna, som var monterade längst fram i undre delen av flygplanets kropp, 6 st fasta framåtriktade 7,7 mm kulsprutor i vingarna. Dessa var fördelade med två kulsprutor i den vänstra vingen och fyra i den högra. Planet användes av brittiska flygvapnet, USA:s flygvapen och Australiens flygvapen.